# يو يونيهارا
يو يونيهارا (باليابانية: 米原 祐) (18 أغسطس 1994 في هيوغو في اليابان – )؛ هو لاعب كرة قدم كان يلعب كمدافع.

## وصلات خارجية
- يو يونيهارا على موقع رابطة كرة القدم اليابانية للمحترفين (اليابانية)
- يو يونيهارا على موقع Soccerway.com (الإنجليزية)